# جوني بيترسن
جوني بيترسن (بالدنماركية: Johnny Petersen)‏ (27 نوفمبر 1947 بالدنمارك - ) هو مدرب كرة قدم ولاعب كرة قدم دانمركي في مركز الوسط. شارك مع منتخب الدنمارك لكرة القدم. أما مع النوادي، فقد لعب مع نادي سانت باولي وAkademisk Boldklub ‏ وBoldklubben af 1893 ‏.

## وصلات خارجية
- جوني بيترسن على موقع قاعدة بيانات كرة القدم.إي يو (الإنجليزية)
- جوني بيترسن على موقع بيانات كرة القدم. دي إي (الألمانية)
- جوني بيترسن على موقع ناشيونال فوتبول تيمز (الإنجليزية)